# 카사파주

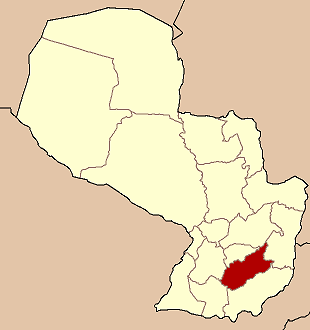
카사파 주의 위치

카사파주(스페인어: Departamento de Caazapá)는 파라과이 남동부에 위치한 주로 주도는 카사파이며 면적은 9,496km2, 인구는 139,241명(2002년 기준), 인구 밀도는 15명/km2이다.
북쪽으로는 과이라 주, 동쪽으로는 알토파라나 주, 남쪽으로는 이타푸아 주, 서쪽으로는 미시오네스 주, 파라과리 주와 접한다. 10개 현을 관할한다.

주기
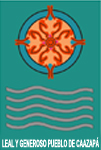
주 문장